# Église Santa Maria delle Grazie Maggiore

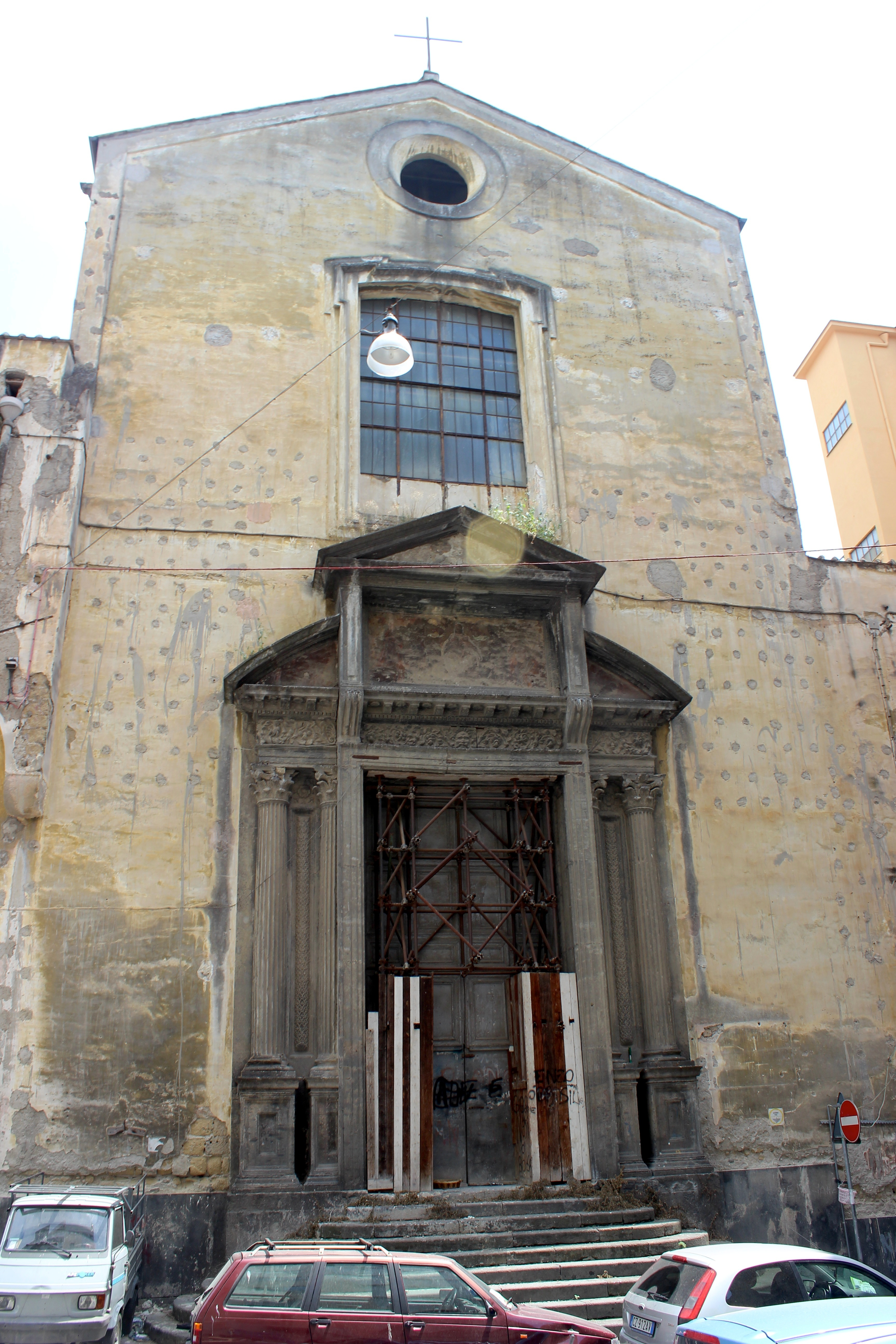
Façade de l'église.

L'église Santa Maria delle Grazie Maggiore a Caponapoli est une église du centre historique de Naples. Elle renferme un certain nombre de sculptures remarquables du XVIe siècle.

## Histoire
L'église et son couvent sont bâtis en 1447 à l'emplacement du petit couvent Sant'Andrea dei Grassi fondé par le bienheureux Pierre de Pise en 1412. L'église est terminée en 1473, puis elle est remaniée entre 1516 et 1535, période pendant laquelle le nouveau portail est conçu par Francesco di Palma en 1570. Elle est encore restaurée au XVIIIe siècle.
Pendant la seconde moitié du XVIIIe siècle, elle devient un foyer de la franc-maçonnerie napolitaine sous la direction du religieux Serafino Pinzone, qui sera arrêté pour conjuration jacobine en 1794. Les religieux sont expulsés par les lois de Joachim Murat en 1809 et le couvent est géré par l'hôpital des Incurables, jusqu'en 1933. Du début du XXe siècle, jusqu'à 1933 date de la suppression de leur congrégation par Pie XI, les religieux originaires, de la congrégation des pauvres ermites de Saint Jérôme, retrouvent leur couvent et bénéficient de dons importants des fidèles. À la fin des années 1970, l'église riche d'œuvres d'art est victime de dégradations et de vols.

## Description
Malgré les déprédations subies dans le dernier tiers du XXe siècle, l'église possède encore un appareil décoratif important et de nombreuses œuvres d'art. L'intérieur s'inscrit dans une croix latine avec des chapelles latérales. On peut admirer des œuvres de Domenico Antonio Vaccaro et de Girolamo d'Auria (it), le Monument funéraire de Giovanniello de Cuncto et Lucrezia Filangieri di Candida de Giovanni Tommaso Malvito, la Statue de la Madone de Giovanni da Nola, également auteur d'un bas-relief de La Déposition du Christ et le Monument funéraire de Fabrizio Brancaccio d'Annibale Caccavello.
Le chœur et l'abside sont décorés de fresques de Giovanni Battista Benaschi et de Lorenzo Vaccaro. Le transept droit montre un Antoine de Padoue d'Andrea Sabbatini; la sixième chapelle de gauche un bas-relief de Girolamo Santacroce représentant L'Incrédulité de saint Thomas; tandis que la première montre la Déposition de Giovanni da Nola mentionnée plus haut. Cette chapelle abrite aussi le Monument funéraire de Galeazzo Giustiniani du milieu XVIe siècle.
L'église, qui est un témoignage précieux de l'art et de l'histoire de Naples, est dans un état de dégradation alarmant.

## Source de la traduction
- (it) Cet article est partiellement ou en totalité issu de l’article de Wikipédia en italien intitulé « Chiesa di Santa Maria delle Grazie Maggiore a Caponapoli » (voir la liste des auteurs).